# Biblioteca Pública de Nueva York, filial Yorkville
La Biblioteca Pública de Nueva York, filial Yorkville  es una biblioteca histórica ubicada en Nueva York, Nueva York. El Biblioteca Pública de Nueva York, filial Yorkville se encuentra inscrita como un Hito Histórico Neoyorquino en la Comisión para la Preservación de Monumentos Históricos de Nueva York al igual que en el Registro Nacional de Lugares Históricos desde el 15 de julio de 1982. James Brown Lord fue el arquitecto de la Biblioteca Pública de Nueva York, filial Yorkville.

## Ubicación
La Biblioteca Pública de Nueva York, filial Yorkville se encuentra dentro del condado de Nueva York en las coordenadas 40°46′25″N 73°57′25″O / 40.773611, -73.956944.